# Rochedos Graovo
Os Rochedos Graovo (em búlgaro:  скали Граово, ‘Skali Graovo’ \ska-'li 'gra-o-vo\) são o grupo de rochedos fora da costa norte da Ilha Robert nas Ilhas Shetland do Sul, Antártica, situado a leste dos Rochedos Lientur e sudoeste dos Rochedos Liberty, e se estendendo 1,75 km (1,09 mi) na direção norte-sul e 750 m (820 yd) na direção leste-oeste.
Os rochedos receberam o nome da região de Graovo, na Bulgária.

## Localização
Os Rochedos Graovo são centrados em 62° 19′ 31″ S, 59° 30′ 22″ O, que está 1,51 km (0,94 mi) a norte-nordeste do Cabo Newell. (Mapeamento britânico feito em 1968 e búlgaro em 2009).